# Camille Bos
Pour les articles homonymes, voir Bos.
Camille Bos, née Camille Marchand le 24 août 1893 à Paris et morte le 17 septembre 1976 à Saint-Germain-en-Laye, est une danseuse étoile française du ballet de l'Opéra de Paris.

## Biographie

### Jeunesse et vie privée
Camille Anne Glady Marchand naît en 1893 à Paris, fille de Charles Anselme Claudius Marchand, voyageur de commerce, et de Marie Camille Fernande Bos, professeure de musique, son épouse. Ses parents, mariés en 1888, divorcent en 1896, et son père meurt en 1901 à Beauvais.
En 1931, Camille Bos vit seule, dans un hôtel en haut des Champs-Élysées, au 32 rue Vernet, à la même adresse que la comédienne Elvire Popesco. En 1936, elle est établie, toujours seule, au 11, rue du Bois-de-Boulogne.
Camille Bos aurait été la maîtresse d'un ancien ambassadeur d'Espagne en France, vivant à Paris et à Monte-Carlo,.

### Carrière
Camille Marchand prend pour nom de scène Bos, le patronyme de sa mère. Elle entre à 10 ans à l'école de danse de l'Opéra de Paris. Élève de Rosita Mauri en 1917 puis de Blanche d’Alessandri, elle est nommée première danseuse en 1920 et danseuse étoile en 1925. Elle est une des premières partenaires de Serge Lifar à son arrivée à l'Opéra de Paris en 1929.
Elle arrête sa carrière vers l'âge de 40 ans pour se consacrer à l'enseignement. Elle a notamment pour élève Liane Daydé et Cécile Aubry.
Camille Bos meurt en 1976 à 83 ans, à Saint-Germain-en-Laye.

## Créations, interprétations
- 1917 : Jeanne d'Arc de Raymond Rôze[14],[15].

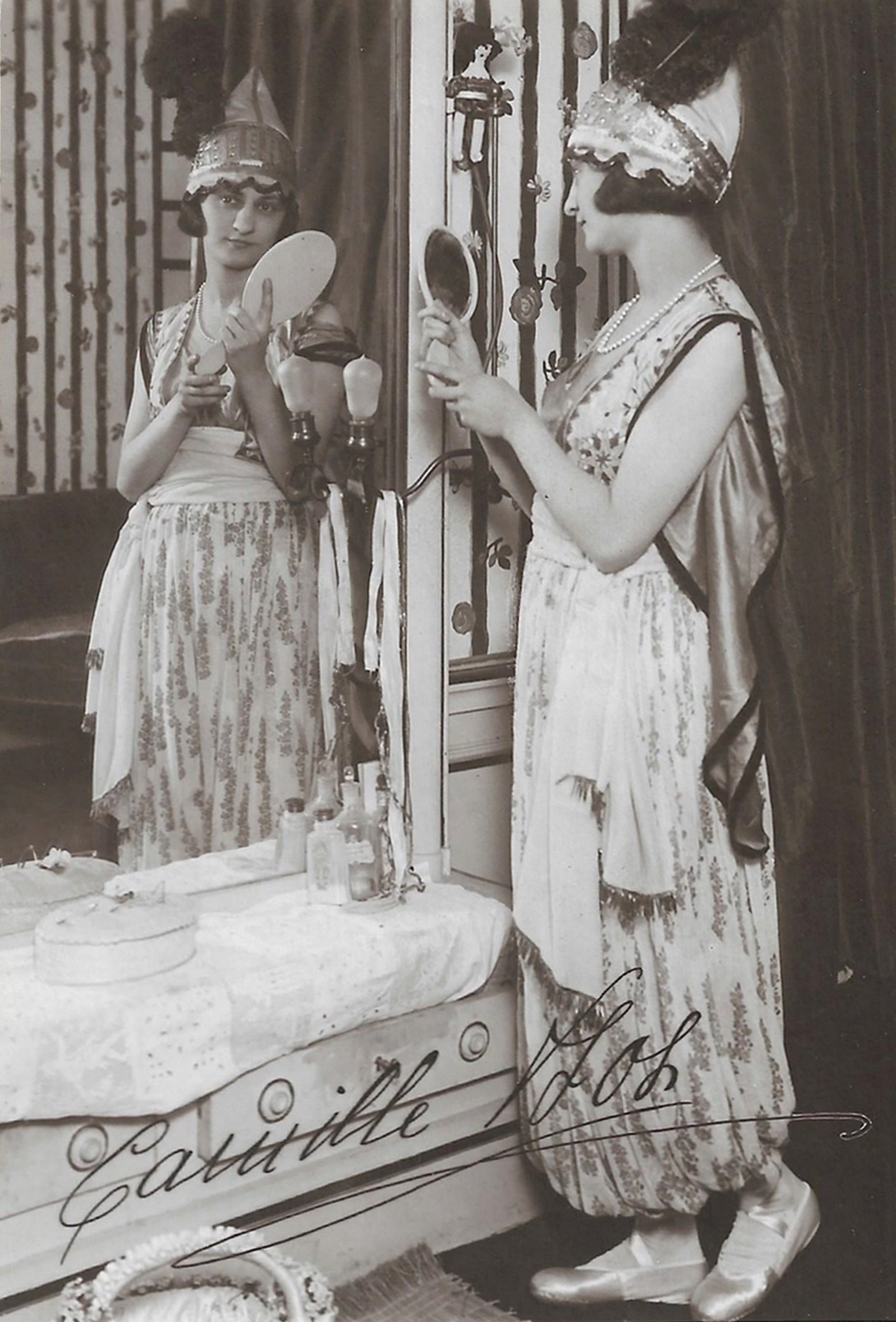
Camille Bos, costume de Siang-Sin

- 1921 : Coppélia, rôle de Swanilda[16],[17].
- 1921 : Castor et Pollux[18].
- 1921 : Ascanio, musique de Camille Saint-Saën, chorégraphie de Léo Staats, reprise le 9 novembre, rôle de Vénus.
- 1923 : La Nuit ensorcelée, chorégraphie de Léo Staats[19],[20].
- 1924 : Roméo et Juliette[21].
- 1924 : Siang-Sin, de Georges Hüe, création 12 mars, avec Serge Peretti pour partenaire[22],[23],[24],[25].
- 1926 : La Prêtresse de Korydwen de Paul Ladmirault, 17 décembre, Hudeldéda[26],[27].
- 1927 : Le Diable dans le beffroi, de Désiré-Émile Inghelbrecht, chorégraphie de Nicola Guerra, création le 1er juin[28],[29].
- 1927 : Thaïs[30].
- 1928 : Rayon de Lune, musique basée sur Thème et Variations de Gabriel Fauré, adaptée par Désiré-Émile Inghelbrecht, chorégraphie de Carina Ari[31].
- 1929 : L'Ecran des jeunes Filles, de Jacques Drésa, musique de Roland-Manuel, création le 15 mai[32],[33].
- 1930 : Virginie, musique d'Alfred Bruneau, chorégraphie d'Albert Aveline, création le 26 décembre, la Marguerite[34],[35],[36].
- 1932 : Un divertissement, tiré de La Belle au Bois dormant de Tchaïkovski et quelques fragments de Casse-Noisette, chorégraphie de Serge Lifar[note 1], avec Serge Peretti et Serge Lifar pour partenaire, création le 8 juin[37].
- 1932 : Soir de fête, de Delibes, avec Pierre Duprez comme partenaire[38]
- 1932 : Sur le Borystène, chorégraphie de Serge Lifar, musique de Sergueï Prokofiev, rôle de Natacha[39],[40].
- 1933 : La Korrigane, de Charles-Marie Widor[41].
- 1934 : Le Spectre à la rose avec Serge Lifar[42].
- 1935 : La Grisi, chorégraphie d'Albert Aveline, créée le 21 juin, dans le rôle-titre[43].
- 1936 : Ileana, de Marcel Bertrand, chorégraphie de Léo Staats, dans le rôle-titre avec Serge Peretti pour partenaire[44],[45].

## Cinéma
- 1925 : Nantas, film muet d'Émile-Bernard Donatien.

## Iconographie
- Portrait, lors d’une représentation de La Grisi, huile sur toile de Charles Emmanuel Jodelet, salon d'automne, esplanade des Invalides du 10 octobre au 11 novembre 1936[46].